# حاذ أوشيه
حاذ أوشيه (باللاتينية: Cornulaca aucheri)، نبات شجيري شوكي صغير من الفصيلة القطيفية. ينمو طبيعيًا في البيئات الجافة وشبه الجافة، خصوصًا في شبه الجزيرة العربية وشمال أفريقيا.

## الوصف
هذا النوع عبارة عن شجيرة شوكية منخفضة ذات ساق سميك غير عصاري وأوراق صلبة متجهة نحو الأسفل. تتفرع السيقان من القاعدة، وتصل إلى ارتفاع 15–30 سم في قطر. تحمل أوراق النبات أوراقًا صغيرة وحادة، وتظهر أزهاره في عناقيد من 2–3 في الجيوب الزهرية العليا. غالبًا ما تنتهي فصوص الكأس المثمرة بأشواك.

## الموطن
يزدهر هذا النوع في الترب الرملية، خصوصًا على طول الكثبان الساحلية وحواف السبخة. ويشغل الرمال شبه المثبتة والسهول الرملية.

## الانتشار
يمتد انتشار قطف أوهيري من شمال أفريقيا إلى باكستان، بما في ذلك شبه الجزيرة العربية.

## الأهمية البيئية والمحلية
يُستخدم هذا النبات تقليديًا كعلف للجمال، على الرغم من أشواكه.